# Monotrysia
Monotrysia este un grup de lepidoptere care nu este considerat în prezent ca fiind o cladă sau grup natural. Grupul conține doar specii de molii, iar majoritatea lor sunt mici și nu prea studiate. 